# 東京都立青梅総合高等学校
東京都立青梅総合高等学校（とうきょうとりつ おうめそうごうこうとうがっこう 英語:Tokyo Metropolitan Ome Sogo Senior High School）は、東京都青梅市勝沼一丁目に所在する東京都立高等学校。 通称は「青総」（あおそう）。
東京都内の高等学校では最大の校地を有する。

## 概要
1909年（明治42年）に開校した都立農林高校（開校時は東京府立農林学校）と、1976年（昭和51年）に開校した都立青梅東高校の2校を発展的に統合して、2006年（平成18年）に都内で5校目、西多摩地区で唯一の総合学科を擁する高校として農林高校の跡地を継承する形で開校した。
校地は都立高校最大の東京ドーム14個分を誇り、国際基督教大学を上回る。また、このほかに茶畑や演習林、セミナーハウスなどを有する。
豊かな自然に恵まれ、充実した施設・設備を活用し、将来を意識した様々な学習・体験活動ができる総合学科高校である。

## 校歌
作曲は作曲家・編曲家の上田真樹、作詞は小説家・国文学者の林望。

## 設置学科・設置系列
総合学科
- 文科･理科系列
- 国際･文化系列
- 生命･環境系列
- 食品･生活系列
- 人間･健康系列

2018年度入学生から系列を新設再編、以前の系列は以下の通り。
- 文科･理科系列
- 生命･自然系列
- 環境･資源系列
- 食品･健康系列
- 生活･福祉系列

## 校訓・スローガン
「自主」「創造」「探求」「開拓」「貢献」
自主…自ら学び考え行動する人間を育てる
創造…個性と創造力豊かな人間を育てる
探究…自己の在り方生き方を探究する人間を育てる
開拓…自らの人生と未来社会を開拓する人間を育てる
貢献…社会や地域に貢献する人間を育てる
自主性を育てる目的で、ノーチャイム制を導入している。

## キャッチフレーズ
自分でつくる、自分の未来。
未来をつかみ希望を創る、青梅総合高校
≪キャリア教育で「考える」人になる≫

## 授業
総合学科の特徴として受講する科目は大学のようにシラバスを読み、生徒自身が選択していく。選択できる科目は大きく分けて、必修選択科目、系列選択科目、自由選択科目である。
- 必修科目 - 全員が必ず受けるもの。
- 必修選択科目 -  必修選択科目として指定された科目を全て受ける必要はないが、必ずいくつかは受けなければならない。
- 系列選択科目 - 2年次に系列を選択し所属する。生徒は選択した系列のなかから希望する科目を選択する。
- 自由選択科目 - 規定単位のなかで系列とは関係なく自由に選択できる科目。

なお、多くの選択科目から自由に選択履修できるのは2年次からであり、またある系列を選択しても、その系列以外の科目を選択することが可能となっている。
英語は全学年で少人数の習熟度別授業を実施している他、土曜日や放課後、長期休業中にはレベルアップゼミという制度があり正規授業外での講義が受けられる。
隔週土曜日授業、1授業50分。

## 沿革 （全日制）
- 2002年（平成14年）3月26日 - 東京都立農林高等学校と東京都立青梅東高等学校を統合再編、両校のこれまでの教育実績を踏まえた総合学科高校として設置することとする。
- 2004年（平成16年）4月1日 - 東京都立青梅地区総合学科高等学校（仮称）開設準備室が東京都立農林高等学校内に設置される。
- 2006年（平成18年）4月1日 - 東京都立青梅総合高等学校が開校、1期生が入学する。
- 2008年（平成18年） - 全日制の完成年度。
- 2010年（平成22年）10月15日 - ドイツ・カントギムナジウムとの姉妹校提携を結ぶ。
- 2015年（平成27年）2月 - グアム修学旅行（現地校交流）が始まる。
- 2015年（平成27年）10月26日 - 開校10周年記念式典が催される。
- 2019年（令和元年）6月11日 - 大韓民国・釜山外国語大学校と国際交流の協定書を結ぶ。

## 主な行事
- 5月 - フレッシュマンキャンプ　:　1年次のみ。クラス内での時間割発表や交流を目的とした宿泊行事。
- 6月 - 体育祭　:　色別対抗で順位を競う。借り人競争、ターボ投げなどの変わった種目がある。
- 6月 - 合唱祭　:　課題曲・自由曲の2曲を歌い、学年ごとに順位を競う。
- 9月 - 青総祭（文化祭）　:　全日制・定時制合同となり、クラスや部活で出し物を行う。
- 1月 - 修学旅行　:　海外研修旅行としてグアム島へ行く。2年次のみ。
- 2月 - マラソン大会　:　男子7km、女子5kmを走る。男女別に10位以内の生徒には表彰がある。

## 施設・設備
広大な校地には、4棟（A棟～D棟）ある校舎に併設する形でグラウンド、体育館、武道場、プール、講堂（東京府立農林学校時代に建設）などが存在する。
母体の一つが農林高等学校であるため、農場、水田、茶畑、果樹園を有する他、特色ある施設・設備として食品科学室、製菓室、製パン室、CAD室、フラワーデザイン実習室、測量実習室、バイオテクノロジー実験室、日本文化実習室、和室付実習室、介護福祉室、トレーニング室などを保有する。
また、演習林を6ヶ所、セミナーハウスを1つ保有する。
青梅市：友田演習林、黒沢第1演習林、黒沢第2演習林、御岳演習林、花水演習林、御岳セミナーハウス
奥多摩町：宇奈沢演習林
マスコットキャラクター「ムサちゃん」はこれらの演習林に実際に生息しているムササビがモデルである。

## 部活動

### 運動部
- カヌー部
- 硬式テニス部（女）
- 硬式テニス部（男）
- バスケットボール部（女）
- バスケットボール部（男）
- 女子バレーボール部
- 陸上競技部
- 野球部
- サッカー部（女）
- サッカー部（男）
- 女子ソフトボール部
- ソフトテニス部
- バドミントン部
- 卓球部
- ダンス部
- 剣道部

### 文化部
- 製菓製パン部
- パソコン部
- 文芸部
- 軽音楽部
- 吹奏楽部
- 和太鼓部
- 日本文化部
- 山岳部
- 演劇部
- 合唱部
- 園芸部

### 同好会
- 里山ネイチャー同好会
- 美術同好会

### 部活動実績

#### 運動部
陸上競技部（全国大会出場）、弓道部（全国大会出場）、ソフトボール部（東日本大会出場）、剣道部（関東大会出場）などとなる。
- 陸上競技部 - 2013年（平成25年）度・全国高等学校総合体育大会陸上競技大会出場（男子三段跳び）、2014年（平成26年）度・全国高等学校陸上競技選抜大会出場（女子三段跳び）等の実績がある。

#### 文化部
和太鼓部（全国大会出場）、文芸部（関東大会出場）などとなる。 
- 和太鼓部 - 2013年（平成25年）度・第37回全国高等学校総合文化祭長崎大会出場、2015年（平成27年）度・第39回全国高等学校総合文化祭滋賀大会出場、2016年（平成28年）度・第40回全国高等学校総合文化祭広島大会出場、2018年（平成30年）度・第42回全国高等学校総合文化祭長野大会出場等の実績がある。

## 指定校・推進校
国際交流リーディング校、スポーツ特別強化校、重点支援校、東京アスリート育成推進校、都立高校学力スタンダード推進校、子供の体力向上推進優秀校（都立学校）、都立高校学力向上開拓推進校、高校生元気アップスポーツ交流事業（地方創生事業）参加校

## 著名な出身者
東京都立青梅総合高等学校
- 新井和輝 - ミュージシャン（King Gnu・ベーシスト)
- 伊藤伴[8][9] - 登山家（2016年5月19日・エベレスト日本人最年少登頂記録・20歳141日）

旧・東京都立農林高等学校
旧・東京都立青梅東高等学校
- 水上功治 - 俳優、歌手

## 交通
- JR青梅線東青梅駅から徒歩3分。